# براندون ديفيل
براندون ديفيل هو لاعب كرة قدم بلجيكي في مركز الوسط، ولد في 17 فبراير 1993 في فيرفييتوا في بلجيكا. لعب مع لوميل يونايتد ونادي أجاكسيو ونادي فيسترلو.

## وصلات خارجية
- براندون ديفيل على موقع رابطة كرة القدم الفرنسية للمحترفين (الإنجليزية)
- براندون ديفيل على موقع قاعدة بيانات كرة القدم.إي يو (الإنجليزية)
- براندون ديفيل على موقع Soccerway.com (الإنجليزية)
- براندون ديفيل على موقع AS.com (الإسبانية)